# Liao Min-Hsiu
Liao Min-Hsiu es una deportista taiwanesa que compitió en tenis de mesa adaptado. Ganó una medalla de bronce en los Juegos Paralímpicos de Sídney 2000 en la prueba de equipo (clase 4-5).

## Palmarés internacional
| Representando a China Taipéi |                    |                   |            |
| Juegos Paralímpicos          |                    |                   |            |
| Año                          | Lugar              | Medalla           | Prueba     |
| 2000                         | Sídney (Australia) | Medalla de bronce | Equipo 4-5 |